# Schistocichla brunneiceps
Schistocichla brunneiceps là một loài chim trong họ Thamnophilidae.